# Brest 2000

La troisième édition des Fêtes maritimes de Brest a eu lieu du jeudi 13 juillet 2000 au lundi 17 juillet 2000. Ce Brest 2000, fête internationale de la Mer et des Marins, a marqué le changement de siècle.
Une trentaine de yoles de Bantry construites à cette occasion dans toute la France se sont retrouvées à Brest 2000 pour des régates amicales.
La Mission nationale pour la célébration de l'An 2000 a labellisé Océanopolis et Brest 2000 comme représentants de la vitrine maritime.
Le 17 juillet, la plupart des voiliers rejoignent Douarnenez pour la grande régate.

## Quelques chiffres
- De 2000 à 2500 voiliers de toutes tailles venus de 25 nations différentes (France, Royaume-Uni, Pays-Bas, Allemagne, Belgique, Irlande, États-Unis, Suisse, Norvège, Espagne, Italie, Russie, Danemark, Ukraine, Portugal, Canada, Pologne, Taïwan, Gibraltar, Luxembourg, Tunisie, Yémen, Sénégal, Maurice, Viet-Nam)
- 15.000 marins
- 50 bateaux construits avant 1900
- 2.000 musiciens et 250 groupes musicaux du monde entier
- 1.200 accréditations de journalistes et photographes
- 350 entreprises associées à la manifestation
- 90 commerçants et artisans locaux
- 40 stands d'entreprise
- 4.800 bénévoles de 250 associations locales
- plus de 320 personnes pour la sécurité
- 300 secouristes
- 25 000 m2 de chapiteaux
- 25.000 places de parking

## La fête sur les quais
- Sept villages [1] avec leur cabaret couleur locale, sur les quais et les terre-pleins de port, accueillent :
  - Les îles Britanniques : Grande-Bretagne et Irlande
  - L'Europe du Nord : Pays-Bas, Belgique, Allemagne, Danemark et Norvège
  - L'Europe du Sud : Portugal, Espagne, Italie, Croatie
  - Patrimoine des côtes de France
  - Les Professionnels de la mer
  - Terres de Bretagne
  - Village du Futur (nouveauté Brest 2000)
- D'autres espaces et visites [2]
- Toutes les journées, des animations musicales en continu, séances de cinéma, spectacles, fanfares et groupes musicaux...
- Grand feu d'artifice, en nocturne, le 16 juillet, après le Fest-Noz final

## Participation française

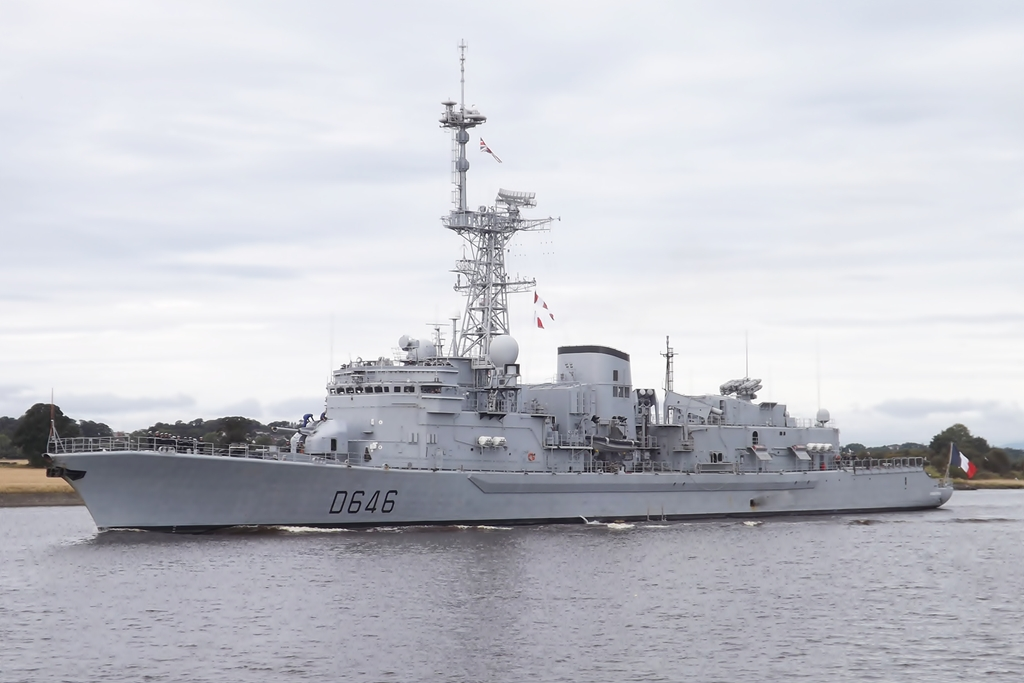
Frégate Latouche-Tréville
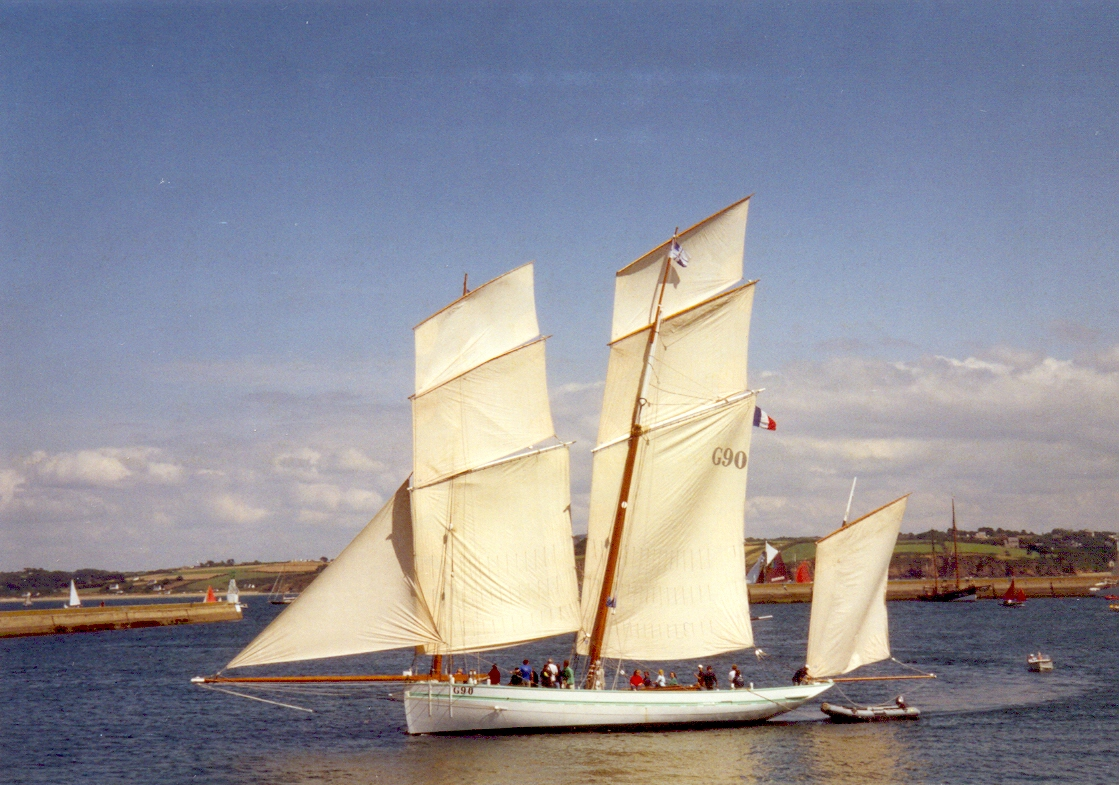
Bisquine La Granvillaise
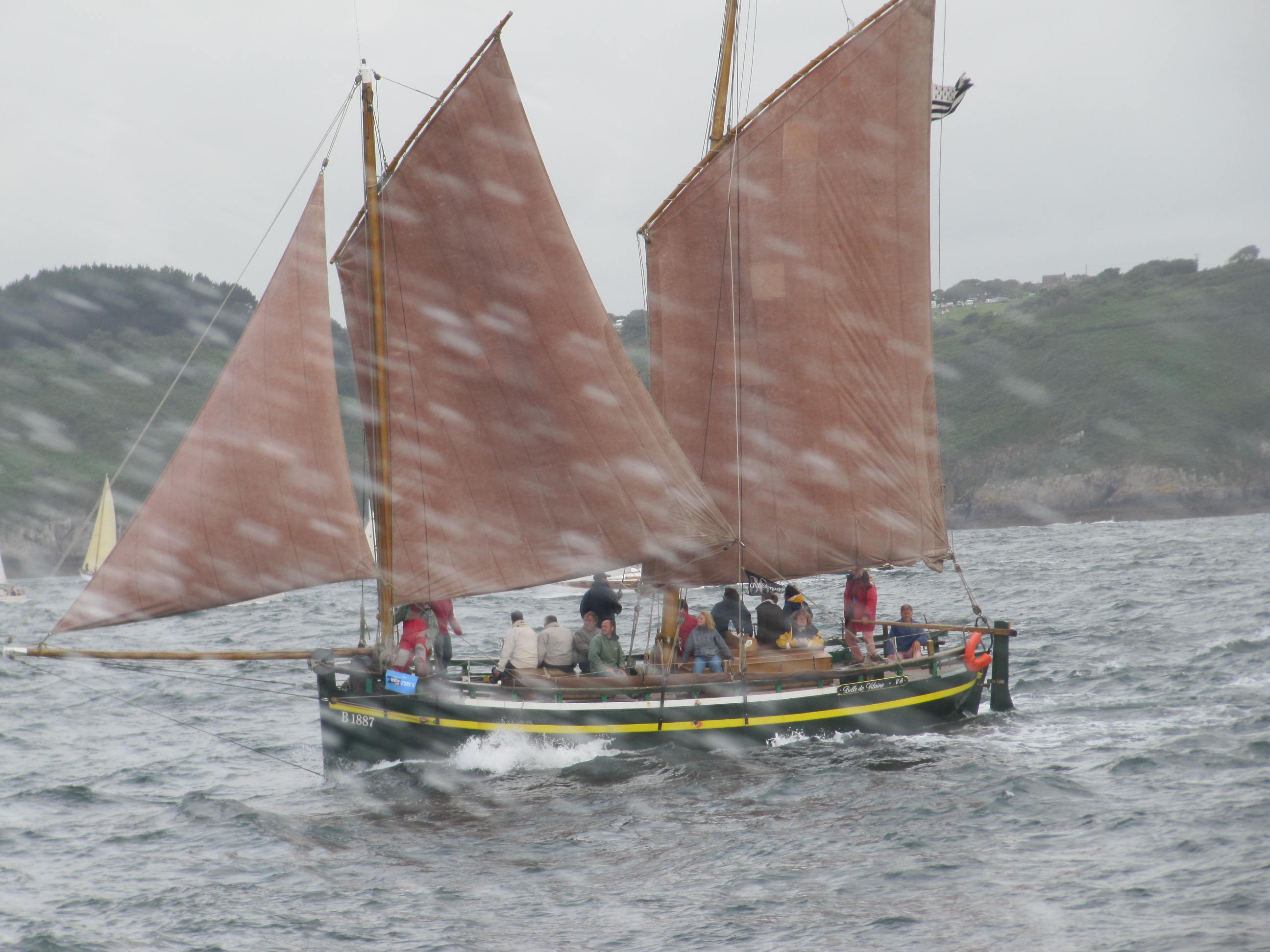
Sloop Belle de Vilaine
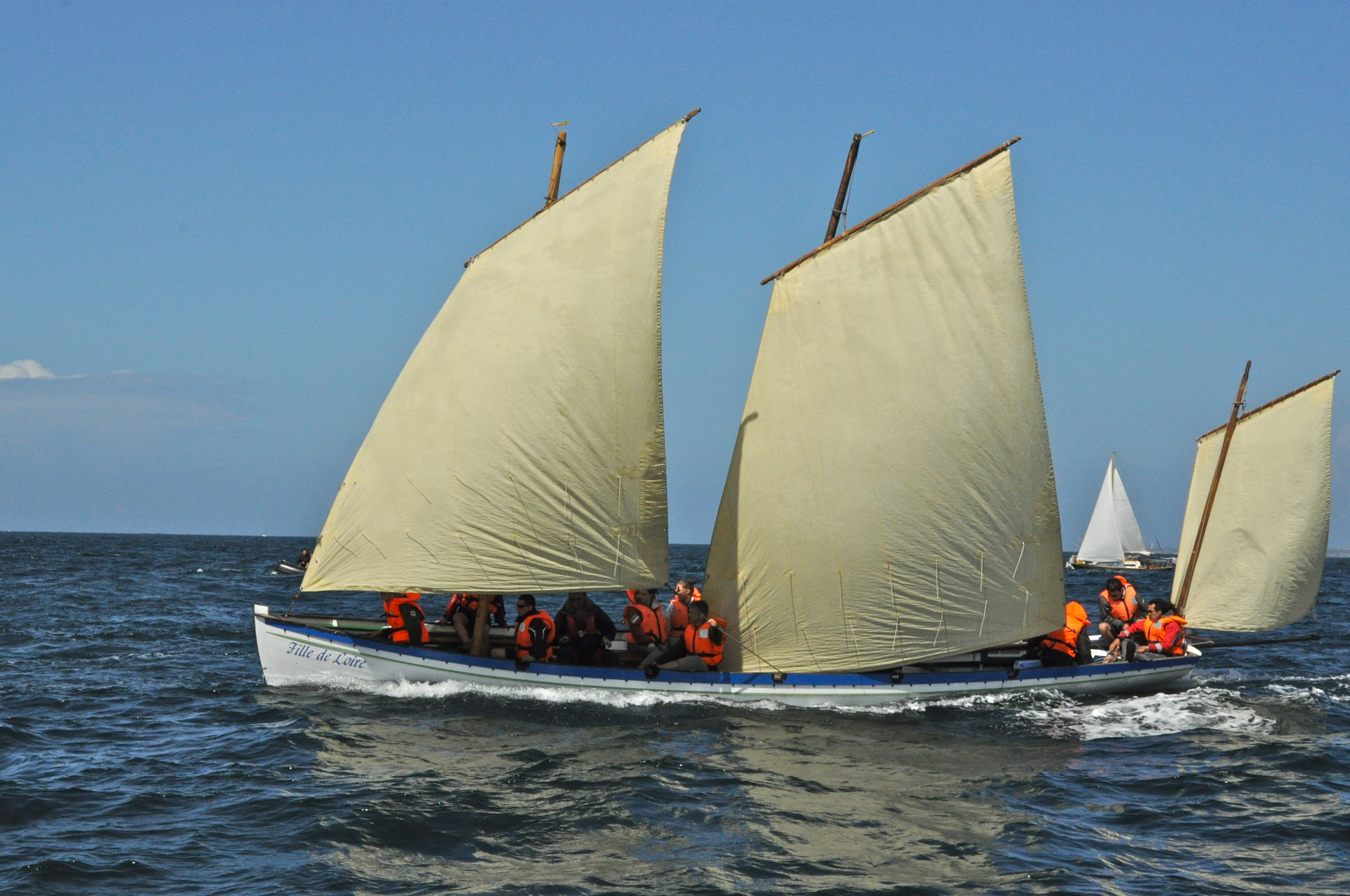
une yole de Bantry

## Participation étrangère

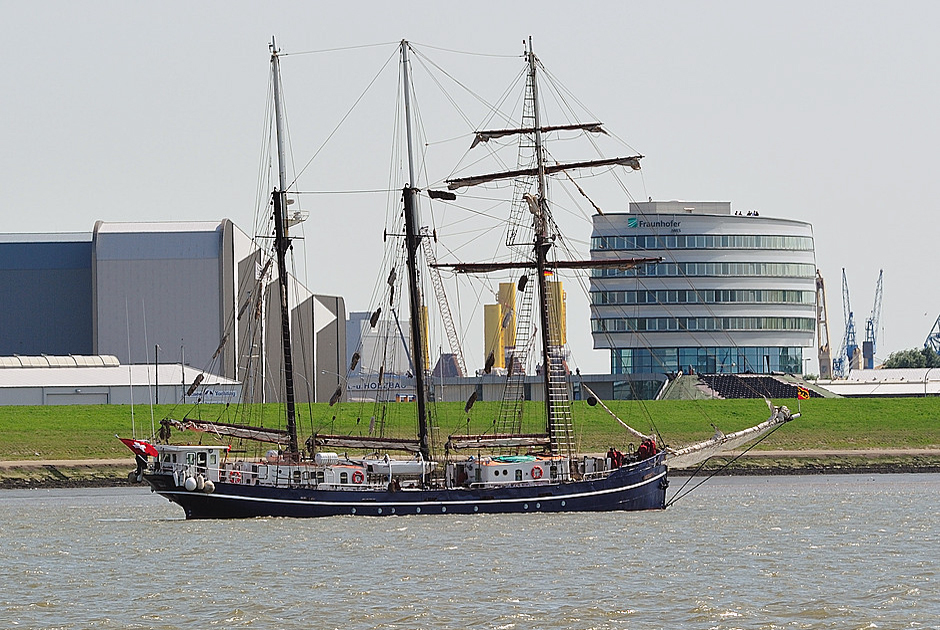
Goélette allemande Bartele Rensik
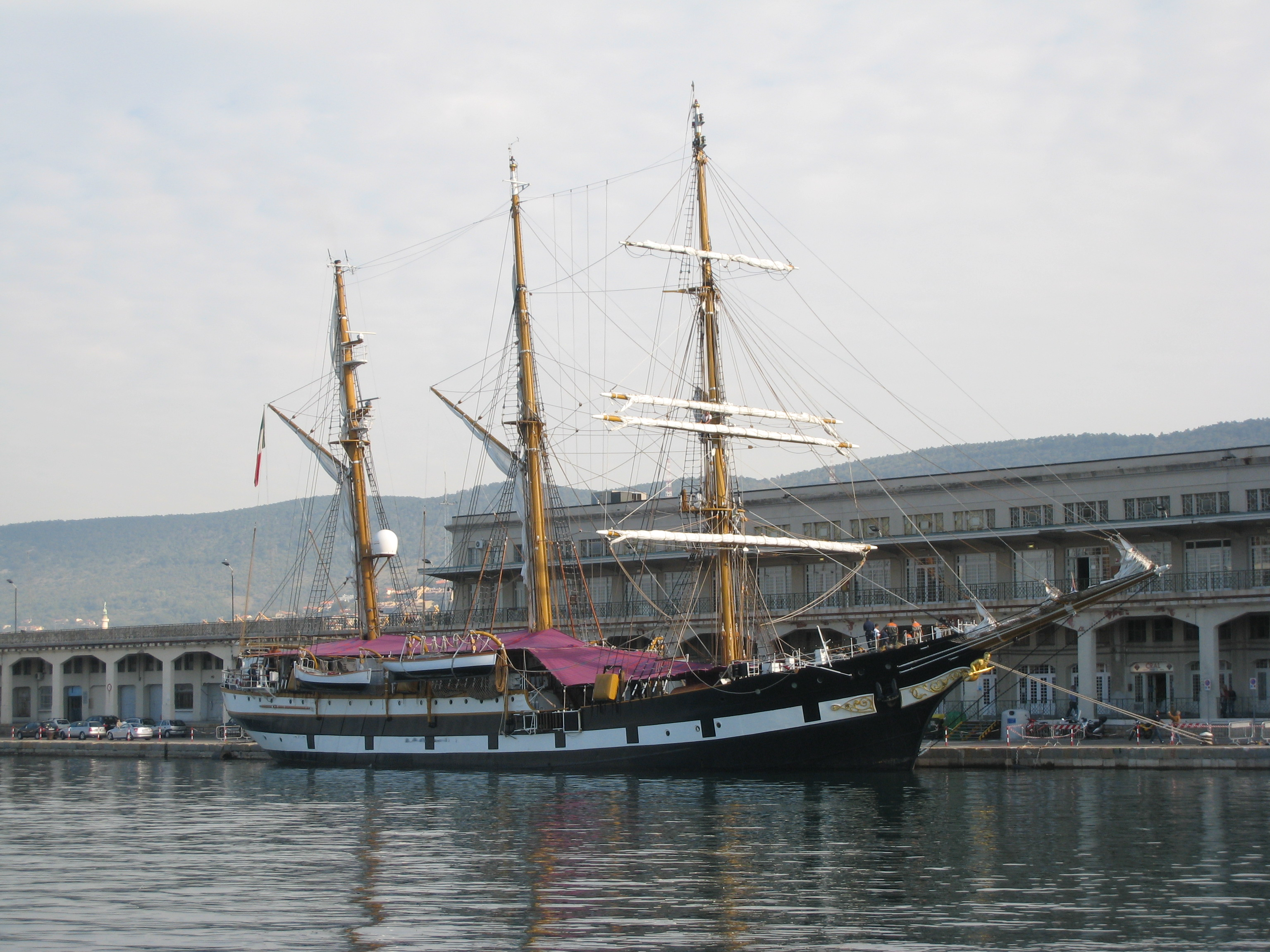
Trois-mâts italien Palinuro
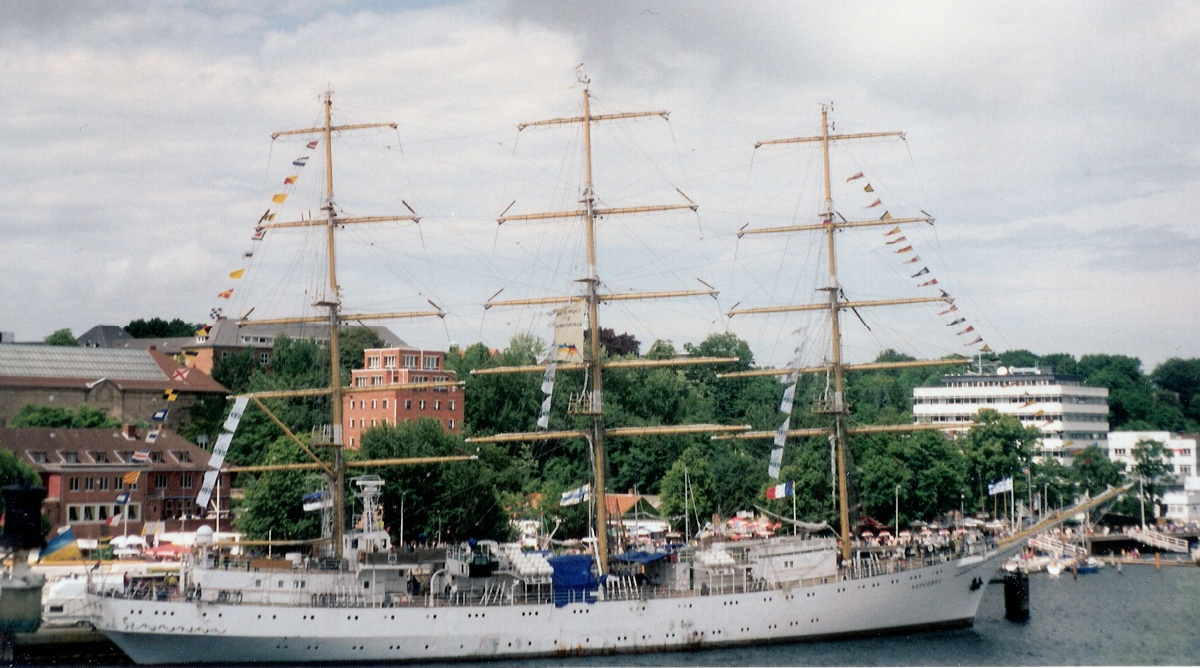
Trois-mâts russe Khersones
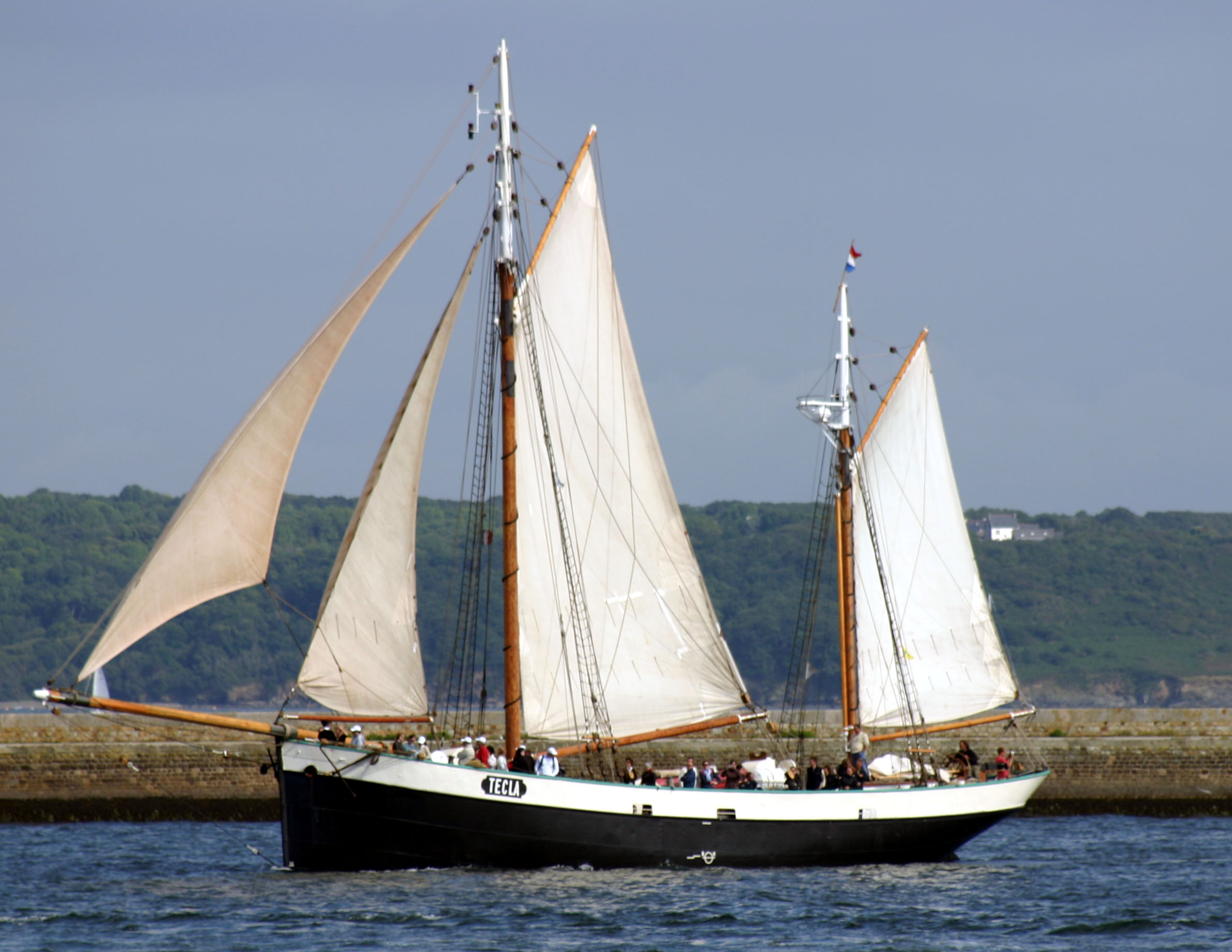
Ketch néerlandais Tecla